# Rudolf von Chavanne
Rudolf von Chavanne (23. června 1850 Bela Crkva – 30. října 1936 Štýrský Hradec) byl rakousko-uherský generál. Do c. k. armády vstoupil v roce 1869 a prodělal rychlou kariéru jako důstojník generálního štábu, několik let byl také pobočníkem císaře Františka Josefa. Vojenskou dráhu zakončil jako zemský velitel v Chorvatsku (1907), odkud byl krátce poté odeslán na zdravotní dovolenou. Mimo aktivní službu dosáhl v roce 1908 hodnosti generála pěchoty.

## Životopis

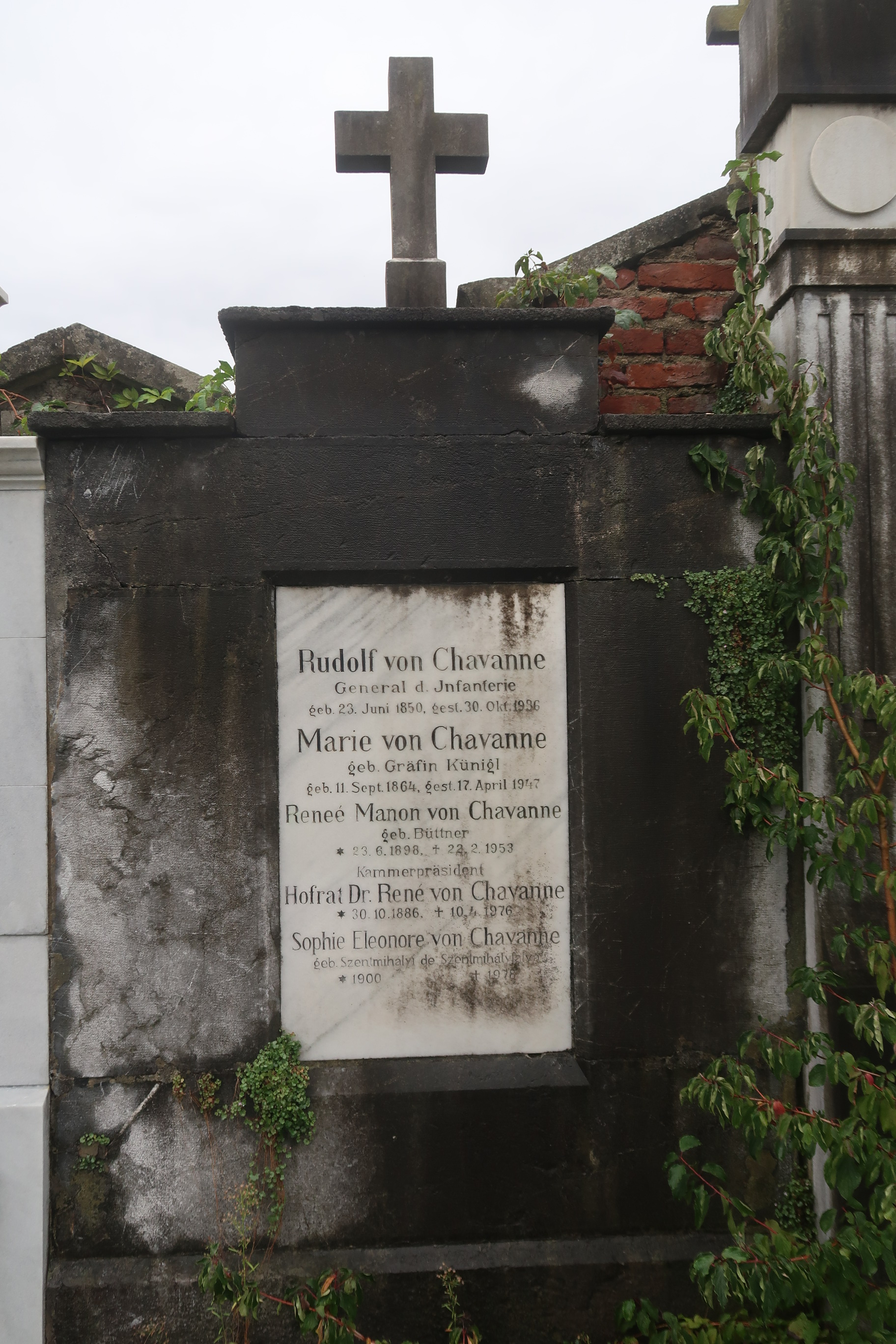
Hrob generála Rudolfa von Chavanne na hřbitově St Leonhard ve Štýrském Hradci

Pocházel z rodiny s vojenskou tradicí, byl synem c. k. majora Josefa Ludvíka von Chavanne (1806–1887) povýšeného v roce 1871 do šlechtického stavu. Studoval na kadetní škole v Mariboru a později na jezdecké škole v Hranicích. Do armády vstoupil v roce 1869 jako poručík, sloužil ve Vídni a Lvově, později si doplnil vzdělání na Válečné škole (K.u.k. Kriegschule) ve Vídni a v hodnosti nadporučíka byl v roce 1874 zařazen do důstojnického sboru generálního štábu. Sloužil v Krakově a Štýrském Hradci, od roku 1880 působil v kanceláři císařského generálního pobočníka generála Mondela. V roce 1884 byl jmenován císařským pobočníkem a o rok později byl povýšen na majora. I jako císařský pobočník nadále sloužil u různých posádek, mimo jiné v Linci, později byl šéfem štábu pěší divize v Záhřebu. Jako podplukovník (1889) byl přidělen ke kartografické kanceláři generálního štábu, současně vedl také kurzy pro důstojníky. V roce 1891 by povýšen na plukovníka a stal se velitelem pěšího pluku č. 65. V roce 1895 byl jako pozorovatel rakousko-uherské armády účastníkem vojenských manévrů ve Švédsku.
V roce 1897 dosáhl hodnosti generálmajora a převzal velení 37. pěší brigády v Plzni, v roce 1901 byl přeložen do Lublaně jako velitel 28. pěší divize a téhož roku dosáhl hodnosti polního podmaršála. V lednu 1907 byl jmenován velitelem 13. armádního sboru v Záhřebu, respektive zemským velitelem v Chorvatském království. V květnu 1907 byl povýšen do hodnosti polního zbrojmistra, ale již v listopadu téhož roku byl odeslán na zdravotní dovolenou. V roce 1908 byl jmenován generálem pěchoty, formálně byl penzionován k datu 1. května 1914. Krátce poté se chtěl zapojit do bojů první světové války, byl ale odmítnut, později ve Vídni vedl klub vlastenecké mládeže. Po válce se usadil ve Štýrském Hradci, kde také zemřel. Je pohřben na hřbitově St. Leonhard.
V roce 1884 se oženil s hraběnkou Marií Annou Küniglovou (1864-1947), dcerou generálmajora hraběte Aloise Künigla. Z manželství se narodilo pět dětí, dva synové a tři dcery.

## Tituly a ocenění
Během vojenské kariéry obdržel řadu vyznamenání, většina ocenění ze zahraničí pochází z doby, kdy působil jako císařský generální pobočník.

### Rakousko-Uhersko
- Válečná medaile (1878)
- Řád železné koruny III. třídy (1893)
- Vojenský záslužný kříž (1894)
- rytíř Leopoldova řádu (1905)
- Vojenský jubilejní kříž (1908)
- velkokříž Řádu Františka Josefa s válečnou dekorací (1916)

### Zahraničí
- Řád čestné legie (Francie, 1881)
- Řád Leopolda III. třídy (Belgie, 1881)
- Řád sv. Mořice a Lazara III. třídy (Itálie, 1881)
- Řád sv. Stanislava II. třídy (Rusko, 1882)
- Řád svaté Anny III. třídy (Rusko, 1882)
- Řád pruské koruny III. (Německo, 1882)
- Řád Takova (Srbsko, 1883)
- Řád bílého orla III. třídy (Srbsko, 1884)
- Řád červené orlice III. třídy (Německo, 1884)
- komandér Řádu meče (Švédsko, 1895)
- Řád lva a slunce I. třídy (Persie, 1900)